# ATP-toernooi van Adelaide
Het ATP-toernooi van Adelaide, ofwel de Adelaide International, is een jaarlijks terugkerend tennistoernooi voor mannen dat plaatsvindt in de Australische stad Adelaide. In 2023 worden er zelfs twee toernooien gespeeld in twee achtereenvolgende weken. 
Het toernooi wordt georganiseerd door de ATP. In het verleden viel het in de categorie ATP World Series (1990-1997) resp. ATP International Series (1998-2008). Er werd sinds 1987 gespeeld op hardcourtbanen. Dit toernooi werd voor het eerst georganiseerd in 1972 onder de naam South Australian Championships, op gras tot en met 1985. Er wordt zowel in het enkel- als het dubbelspel gespeeld. In 2008 bedroeg het totale prijzengeld US$ 440.000. Sinds de hervatting in 2020 valt het in de categorie ATP Tour 250, met een prijzengeld van US$ 610.010.
Tussen 1972 en 1988 speelden, soms wel en soms niet, op dezelfde locatie tegelijkertijd de vrouwen het WTA-toernooi van Adelaide.
In 2009 werd het mannentoernooi vervangen door het ATP-toernooi van Brisbane. Sinds 2020 is het toernooi terug op de kalender, met een gecombineerd mannen/vrouwen-toernooi in Adelaide. Vanaf 2023 worden er twee toernooien in twee achtereenvolgende weken georganiseerd. Vanwege een planningsconflict van het ATP-toernooi van Sofia met de ATP, die het toernooi hadden gepland in dezelfde week (begin februari) als de kwalificatieronde van de Davis Cup, besloot de organisatie in die week geen toernooi te willen organiseren, waarna de licentiehouder Brandplus heeft besloten om het toernooi te verplaatsen naar Adelaide.
De Belgen Kristof Vliegen (2003) en Xavier Malisse (2006) bereikten beiden de finale in het enkelspel. De Nederlander Huub van Boeckel behaalde dezelfde prestatie in 1984.
In het dubbelspel won het Belgisch duo Xavier Malisse / Olivier Rochus in 2005. Het Nederlands duo Paul Haarhuis / Mark Koevermans haalde de finale in 1991 – hun landgenoot Michiel Schapers deed dit een jaar eerder samen met zijn Duitse partner Alexander Mronz.

## Officiële toernooinamen
| 2020–heden | Adelaide International                   |
| 2006–2008  | Next Generation Adelaide International   |
| 2005       | Next Generation Hardcourts               |
| 1999–2004  | AAPT Championships                       |
| 1990–1998  | Australian Men's Hardcourt Championships |
| 1972–1977  | South Australian Championships           |
| 1981–1989  | South Australian Open                    |
| 1979       | South Australia Classic                  |

## Finales

### Enkelspel
| Jaar              | Naam                                                     | Categorie                                                | Ondergrond                                               | Winnaar                                                  | Verliezend finalist                                      | Uitslag                                                  |                                                          |
| ----------------- | -------------------------------------------------------- | -------------------------------------------------------- | -------------------------------------------------------- | -------------------------------------------------------- | -------------------------------------------------------- | -------------------------------------------------------- | -------------------------------------------------------- |
| 1889              | South Australian Tennis Championships                    |                                                          | gras, buiten                                             | Herbert Hambidge (1)                                     | William Hambidge                                         | 11–2                                                     |                                                          |
| 1890              | South Australian Tennis Championships                    |                                                          | gras, buiten                                             | Herbert Hambidge (2)                                     | John Baker                                               | 13–10                                                    |                                                          |
| 1891              | South Australian Tennis Championships                    |                                                          | gras, buiten                                             | John Baker (1)                                           | Herbert Hambidge                                         | 13–7                                                     |                                                          |
| 1892              | South Australian Tennis Championships                    |                                                          | gras, buiten                                             | John Baker (2)                                           | Leo Kaines                                               | 14–12                                                    |                                                          |
| 1893              | South Australian Tennis Championships                    |                                                          | gras, buiten                                             | David Harbison (1)                                       | John Baker                                               | 6–0 6–2 6–2                                              |                                                          |
| 1894              | South Australian Tennis Championships                    |                                                          | gras, buiten                                             | Robert George Bowen (1)                                  | David Harbison                                           | forfait                                                  |                                                          |
| 1895              | South Australian Tennis Championships                    |                                                          | gras, buiten                                             | David Harbison (2)                                       | Robert George Bowen                                      | 2–6, 6–1, 6–3, 7–5                                       |                                                          |
| 1896              | South Australian Tennis Championships                    |                                                          | gras, buiten                                             | Robert George Bowen (2)                                  | David Harbison                                           | 6–3, 7–5, 6–4                                            |                                                          |
| 1897              | South Australian Tennis Championships                    |                                                          | gras, buiten                                             | Robert George Bowen (3)                                  | Wilfred Lang                                             | 6–2, 7–5, 6–2                                            |                                                          |
| 1898              | South Australian Tennis Championships                    |                                                          | gras, buiten                                             | Robert George Bowen (4)                                  | Wilfred Lang                                             | 6–3, 6–0, 6–1                                            |                                                          |
| 1899              | South Australian Tennis Championships                    |                                                          | gras, buiten                                             | Robert George Bowen (5)                                  | David Harbison                                           | 6–3 3–6 7–5 6–1                                          |                                                          |
| 1900              | South Australian Tennis Championships                    |                                                          | gras, buiten                                             | Augustus Kearney                                         | Robert George Bowen                                      | 6–3, 6–2, 6–3                                            |                                                          |
| 1901              | South Australian Tennis Championships                    |                                                          | gras, buiten                                             | Robert George Bowen (6)                                  | Cecil Vincent Heath                                      | 6–3, 6–3, 6–3                                            |                                                          |
| 1902              | South Australian Tennis Championships                    |                                                          | gras, buiten                                             | Cecil Vincent Heath                                      | Robert George Bowen                                      | 2–6, 6–2, 6–1, 6–3                                       |                                                          |
| 1903              | South Australian Tennis Championships                    |                                                          | gras, buiten                                             | Joseph Croswell Blair                                    | Cecil Vincent Heath                                      | 4–6, 6–1 6–4, 6–3                                        |                                                          |
| 1904              | South Australian Tennis Championships                    |                                                          | gras, buiten                                             | Harry Parker (1)                                         | David Harbison                                           | 8–6, 7–5, 6–1                                            |                                                          |
| 1905              | South Australian Tennis Championships                    |                                                          | gras, buiten                                             | Harry Parker (2)                                         | Robert George Bowen                                      | 6–0, 6–3, 7–5                                            |                                                          |
| 1906              | South Australian Tennis Championships                    |                                                          | gras, buiten                                             | Norman Brookes                                           | Rodney Heath                                             | 6–2 6–4 6–2                                              |                                                          |
| 1907              | South Australian Tennis Championships                    |                                                          | gras, buiten                                             | Harry Parker (3)                                         | Roy Taylor                                               | 6–3,3–6, 6–1, 6–4                                        |                                                          |
| 1908              | South Australian Tennis Championships                    |                                                          | gras, buiten                                             | Harry Parker (4)                                         | Robert George Bowen                                      | 6–3, 6–4, 6–2                                            |                                                          |
| 1909              | South Australian Tennis Championships                    |                                                          | gras, buiten                                             | Harry Parker (5)                                         | Robert George Bowen                                      | 3–6, 10–8, 6–2, 6–0                                      |                                                          |
| 1910              | South Australian Tennis Championships                    |                                                          | gras, buiten                                             | Rodney Heath                                             | Harry Parker                                             | 5–7, 6–4, 6–2, 6–2                                       |                                                          |
| 1911              | South Australian Tennis Championships                    |                                                          | gras, buiten                                             | Harry Parker (6)                                         | Roy Taylor                                               | 5–7, 6–2, 6–1, 6–2                                       |                                                          |
| 1912              | South Australian Tennis Championships                    |                                                          | gras, buiten                                             | Roy Taylor (1)                                           | Horace Rice                                              | 6–4, 2–6, 6–4, 1–6, 6–1                                  |                                                          |
| 1913              | South Australian Tennis Championships                    |                                                          | gras, buiten                                             | Roy Taylor (2)                                           | Ronald Thomas                                            | 6–3, 6–4, 6–2                                            |                                                          |
| 1914              | South Australian Tennis Championships                    |                                                          | gras, buiten                                             | Horace Rice (1)                                          | Roy Taylor                                               | 6–3, 5–7, 2–6, 6–1, 6–2                                  |                                                          |
| 1915              | South Australian Tennis Championships                    |                                                          | gras, buiten                                             | Horace Rice (2)                                          | Ronald Thomas                                            | 7–5, 9–7, 2–6, 6–0                                       |                                                          |
| 1916 t/m 1918     | geen toernooi vanwege de Eerste Wereldoorlog             | geen toernooi vanwege de Eerste Wereldoorlog             | geen toernooi vanwege de Eerste Wereldoorlog             | geen toernooi vanwege de Eerste Wereldoorlog             | geen toernooi vanwege de Eerste Wereldoorlog             | geen toernooi vanwege de Eerste Wereldoorlog             | geen toernooi vanwege de Eerste Wereldoorlog             |
| 1919              | South Australian Tennis Championships                    |                                                          | gras, buiten                                             | Roy Taylor (3)                                           | Ashley Campbell                                          | 6–1, 6–2, 6–1                                            |                                                          |
| 1920              | South Australian Tennis Championships                    |                                                          | gras, buiten                                             | Pat O'Hara Wood (1)                                      | Ronald Thomas                                            | 6–3, 4–6, 6–8, 6–1, 6–3                                  |                                                          |
| 1921              | South Australian Tennis Championships                    |                                                          | gras, buiten                                             | Gerald Patterson (1)                                     | Ronald Thomas                                            | 18–16, 6–3, 1-1 ret.                                     |                                                          |
| 1922              | South Australian Tennis Championships                    |                                                          | gras, buiten                                             | Gerald Patterson (2)                                     | Pat O'Hara Wood                                          | 7–5, 6–2, 2–6, 8–6                                       |                                                          |
| 1923              | South Australian Tennis Championships                    |                                                          | gras, buiten                                             | Gerald Patterson (3)                                     | Ian McInnes                                              | 6–3, 6–4, 7–5                                            |                                                          |
| 1924              | South Australian Tennis Championships                    |                                                          | gras, buiten                                             | Pat O'Hara Wood (2)                                      | Garton Hone                                              | 6–3, 4–6, 6–1, 6–4                                       |                                                          |
| 1925              | South Australian Tennis Championships                    |                                                          | gras, buiten                                             | Pat O'Hara Wood (3)                                      | Richard Schlesinger                                      | 2–6, 1–6, 6–3, 7–5, 6–4                                  |                                                          |
| 1926              | South Australian Tennis Championships                    |                                                          | gras, buiten                                             | Ernest Rowe (1)                                          | Lum Pao-Hua                                              | 6–2, 6–3, 7–5                                            |                                                          |
| 1927              | South Australian Tennis Championships                    |                                                          | gras, buiten                                             | Ernest Rowe (2)                                          | Pat O'Hara Wood                                          | 5–7, 6–0, 6–3, 6–2                                       |                                                          |
| 1928              | South Australian Tennis Championships                    |                                                          | gras, buiten                                             | Richard Schlesinger                                      | Garton Hone                                              | 6–3, 6–2, 6–2                                            |                                                          |
| 1929              | South Australian Tennis Championships                    |                                                          | gras, buiten                                             | Jack Crawford                                            | Rupert Shepherd                                          | 6–1, 6–4, 6–4                                            |                                                          |
| 1930              | South Australian Tennis Championships                    |                                                          | gras, buiten                                             | Don Turnbull                                             | Rupert Shepherd                                          | 6–4, 7–9, 6–4, 4–6, 7–5                                  |                                                          |
| 1931              | South Australian Tennis Championships                    |                                                          | gras, buiten                                             | Harry Hopman (1)                                         | Adrian Quist                                             | 6–2, 6–3, 6–3                                            |                                                          |
| 1932              | South Australian Tennis Championships                    |                                                          | gras, buiten                                             | Harry Hopman (2)                                         | Adrian Quist                                             | 6–2, 6–0, 6–3                                            |                                                          |
| 1933              | South Australian Tennis Championships                    |                                                          | gras, buiten                                             | Harry Hopman (3)                                         | Leonard Schwartz                                         | 6–4, 5–7, 6–3, 1–6, 10–8                                 |                                                          |
| 1934              | South Australian Tennis Championships                    |                                                          | gras, buiten                                             | Vivian McGrath                                           | Adrian Quist                                             | 6–2, 4–6, 6–3, 7–5                                       |                                                          |
| 1935              | South Australian Tennis Championships                    |                                                          | gras, buiten                                             | John Bromwich (1)                                        | Don Turnbull                                             | 6–1, 9–11, 5–7, 6–3, 6–2                                 |                                                          |
| 1936              | South Australian Tennis Championships                    |                                                          | gras, buiten                                             | John Bromwich (2)                                        | Don Turnbull                                             | 6–2, 11–9, 6–1                                           |                                                          |
| 1937              | South Australian Tennis Championships                    |                                                          | gras, buiten                                             | Adrian Quist (1)                                         | Leonard Schwartz                                         | 6–4, 6–1, 6–1                                            |                                                          |
| 1938              | South Australian Tennis Championships                    |                                                          | gras, buiten                                             | John Bromwich (3)                                        | Leonard Schwartz                                         | 9–7, 6–4, 6–1                                            |                                                          |
| 1939              | South Australian Tennis Championships                    |                                                          | gras, buiten                                             | Adrian Quist (2)                                         | Leonard Schwartz                                         | 7–5, 6–4, 6–4                                            |                                                          |
| 1940              | South Australian Tennis Championships                    |                                                          | gras, buiten                                             | Adrian Quist (3)                                         | Harry Hopman                                             | 6–3, 7–5, 1–6, 6–1                                       |                                                          |
| 1941              | South Australian Tennis Championships                    |                                                          | gras, buiten                                             | Adrian Quist (4)                                         | John Bromwich                                            | 6–2, 6–4, 6–8, 6–4                                       |                                                          |
| 1942 t/m 1945     | geen toernooi vanwege de Tweede Wereldoorlog             | geen toernooi vanwege de Tweede Wereldoorlog             | geen toernooi vanwege de Tweede Wereldoorlog             | geen toernooi vanwege de Tweede Wereldoorlog             | geen toernooi vanwege de Tweede Wereldoorlog             | geen toernooi vanwege de Tweede Wereldoorlog             | geen toernooi vanwege de Tweede Wereldoorlog             |
| 1946              | South Australian Tennis Championships                    |                                                          | gras, buiten                                             | John Bromwich (4)                                        | Frank Sedgman                                            | 6–1, 6–3, 6–1                                            |                                                          |
| 1947              | South Australian Tennis Championships                    |                                                          | gras, buiten                                             | Gardnar Mulloy                                           | Bill Talbert                                             | 6–3, 8–6, 9–7                                            |                                                          |
| 1948              | South Australian Tennis Championships                    |                                                          | gras, buiten                                             | James Brink                                              | Eddie Moylan                                             | 6–4, 6–4, 6–3                                            |                                                          |
| 1949              | South Australian Tennis Championships                    |                                                          | gras, buiten                                             | Geoff Brown                                              | Colin Long                                               | 5–7, 6–4, 6–0, 6–4                                       |                                                          |
| 1950              | South Australian Tennis Championships                    |                                                          | gras, buiten                                             | Frank Sedgman (1)                                        | Jaroslav Drobný                                          | 6–1, 6–0, 6–2                                            |                                                          |
| 1951              | South Australian Tennis Championships                    |                                                          | gras, buiten                                             | Frank Sedgman (2)                                        | Arthur Larsen                                            | 6–3, 6–1, 6–3                                            |                                                          |
| 1952              | South Australian Tennis Championships                    |                                                          | gras, buiten                                             | Rex Hartwig                                              | Mervyn Rose                                              | 11–9, 2–6, 6–2, 9–11, 7–5                                |                                                          |
| 1953              | South Australian Tennis Championships                    |                                                          | gras, buiten                                             | Mervyn Rose                                              | Vic Seixas                                               | 6–4, 3–6, 6–4, 2–6, 11–9                                 |                                                          |
| 1954              | South Australian Tennis Championships                    |                                                          | gras, buiten                                             | Tony Trabert                                             | Lew Hoad                                                 | 6–4, 6–2, 6–2                                            |                                                          |
| 1955              | South Australian Tennis Championships                    |                                                          | gras, buiten                                             | Vic Seixas                                               | Lennart Bergelin                                         | 6–3, 7–5, 8–6                                            |                                                          |
| 1956              | South Australian Tennis Championships                    |                                                          | gras, buiten                                             | Ken Rosewall                                             | Lew Hoad                                                 | 6–1, 7–5, 6–1                                            |                                                          |
| 1957              | South Australian Tennis Championships                    |                                                          | gras, buiten                                             | Malcolm Anderson                                         | Mervyn Rose                                              | 7–5, 6–8, 4–6, 6–2, 6–4                                  |                                                          |
| 1958              | South Australian Tennis Championships                    |                                                          | gras, buiten                                             | Roy Emerson (1)                                          | Malcolm Anderson                                         | 3–6, 12–10, 10–8, 6–2                                    |                                                          |
| 1959              | geen amateurtoernooi                                     | geen amateurtoernooi                                     | geen amateurtoernooi                                     | geen amateurtoernooi                                     | geen amateurtoernooi                                     | geen amateurtoernooi                                     | geen amateurtoernooi                                     |
| 1960              | South Australian Tennis Championships                    |                                                          | gras, buiten                                             | Roy Emerson (2)                                          | Bob Hewitt                                               | 6–3, 6–4, 6–3                                            |                                                          |
| 1961              | South Australian Tennis Championships                    |                                                          | gras, buiten                                             | Rod Laver                                                | Mike Sangster                                            | 11–9, 3–6, 4–6, 14–12, 6–3                               |                                                          |
| 1962              | South Australian Tennis Championships                    |                                                          | gras, buiten                                             | Roy Emerson (3)                                          | John Newcombe                                            | 6–4, 6–2, 6–2                                            |                                                          |
| 1963              | South Australian Tennis Championships                    |                                                          | gras, buiten                                             | John Newcombe (1)                                        | Dennis Ralston                                           | 6–1, 6–3, 15–17, 6–1                                     |                                                          |
| 1964              | South Australian Tennis Championships                    |                                                          | gras, buiten                                             | John Newcombe (2)                                        | Tony Roche                                               | 6–4, 9–7, 7–5                                            |                                                          |
| 1965              | South Australian Tennis Championships                    |                                                          | gras, buiten                                             | Arthur Ashe                                              | Roy Emerson                                              | 7–9, 7–5, 6–0, 6–4                                       |                                                          |
| 1966              | South Australian Tennis Championships                    |                                                          | gras, buiten                                             | John Newcombe (3)                                        | Fred Stolle                                              | 6–3, 6–3, 7–6                                            |                                                          |
| 1967              | South Australian Tennis Championships                    |                                                          | gras, buiten                                             | John Newcombe (4)                                        | Tony Roche                                               | 6–4, 6–3, 3–6, 11–9                                      |                                                          |
| 1968              | South Australian Tennis Championships                    |                                                          | gras, buiten                                             | Bill Bowrey                                              | Allan Stone                                              | 6–4, 6–3, 4–6, 6–4                                       | details                                                  |
| ↓ open tijdperk ↓ |                                                          |                                                          |                                                          |                                                          |                                                          |                                                          |                                                          |
| 1969              | geen toernooi                                            | geen toernooi                                            | geen toernooi                                            | geen toernooi                                            | geen toernooi                                            | geen toernooi                                            | geen toernooi                                            |
| 1970              | South Australian Tennis Championships                    |                                                          | gras, buiten                                             | Alex Metreveli (1)                                       | Ken Fletcher                                             | 6–3, 4–6, 6–3, 6–2                                       | details                                                  |
| 1971              | geen toernooi                                            | geen toernooi                                            | geen toernooi                                            | geen toernooi                                            | geen toernooi                                            | geen toernooi                                            | geen toernooi                                            |
| 1972              | South Australian Tennis Championships                    |                                                          | gras, buiten                                             | Alex Metreveli (2)                                       | Kim Warwick                                              | 6-3, 6-3, 7-6                                            | details                                                  |
| 1973              | geen toernooi                                            | geen toernooi                                            | geen toernooi                                            | geen toernooi                                            | geen toernooi                                            | geen toernooi                                            | geen toernooi                                            |
| 1974              | South Australian Tennis Championships                    |                                                          | gras, buiten                                             | Dick Stockton                                            | Geoff Masters                                            | 6-2, 6-3, 6-2                                            | details                                                  |
| 1975              | geen toernooi                                            | geen toernooi                                            | geen toernooi                                            | geen toernooi                                            | geen toernooi                                            | geen toernooi                                            | geen toernooi                                            |
| 1976              | geen toernooi                                            | geen toernooi                                            | geen toernooi                                            | geen toernooi                                            | geen toernooi                                            | geen toernooi                                            | geen toernooi                                            |
| 1977              | South Australia Classic                                  |                                                          | gras, buiten                                             | Victor Amaya                                             | Brian Teacher                                            | 6-1, 6-4                                                 | details                                                  |
| 1978              | geen toernooi                                            | geen toernooi                                            | geen toernooi                                            | geen toernooi                                            | geen toernooi                                            | geen toernooi                                            | geen toernooi                                            |
| 1979              | South Australia Open                                     |                                                          | gras, buiten                                             | Kim Warwick                                              | Bernard Mitton                                           | 7-5, 6-4                                                 | details                                                  |
| 1980              | geen toernooi                                            | geen toernooi                                            | geen toernooi                                            | geen toernooi                                            | geen toernooi                                            | geen toernooi                                            | geen toernooi                                            |
| 1981              | South Australian Open                                    |                                                          | gras, buiten                                             | Mark Edmondson                                           | Brad Drewett                                             | 7-5, 6-2                                                 | details                                                  |
| 1982              | South Australian Open                                    |                                                          | gras, buiten                                             | Mike Bauer (1)                                           | Chris Johnston                                           | 4-6, 7-6, 6-2                                            | details                                                  |
| 1983              | South Australian Open                                    |                                                          | gras, buiten                                             | Mike Bauer (2)                                           | Miloslav Mečíř                                           | 3-6, 6-4, 6-1                                            | details                                                  |
| 1984              | South Australian Open                                    |                                                          | gras, buiten                                             | Peter Doohan                                             | Huub van Boeckel                                         | 1-6, 6-1, 6-4                                            | details                                                  |
| 1985              | South Australian Open                                    |                                                          | gras, buiten                                             | Eddie Edwards                                            | Peter Doohan                                             | 6-2, 6-4                                                 | details                                                  |
| 1986              | geen toernooi                                            | geen toernooi                                            | geen toernooi                                            | geen toernooi                                            | geen toernooi                                            | geen toernooi                                            | geen toernooi                                            |
| 1987              | South Australian Open                                    |                                                          | hardcourt, buiten                                        | Wally Masur                                              | Bill Scanlon                                             | 6-4, 7-6                                                 | details                                                  |
| 1988              | South Australian Open                                    |                                                          | hardcourt, buiten                                        | Mark Woodforde (1)                                       | Wally Masur                                              | 6-2, 6-4                                                 | details                                                  |
| 1989              | South Australian Open                                    |                                                          | hardcourt, buiten                                        | Mark Woodforde (2)                                       | Patrik Kühnen                                            | 7-5, 1-6, 7-5                                            | details                                                  |
| 1990              | Australian Men's Hardcourt Championships                 | World Series                                             | hardcourt, buiten                                        | Thomas Muster                                            | Jimmy Arias                                              | 3-6, 6-2, 7-5                                            | details                                                  |
| 1991              | Australian Men's Hardcourt Championships                 | World Series                                             | hardcourt, buiten                                        | Nicklas Kulti (1)                                        | Michael Stich                                            | 6-3, 1-6, 6-2                                            | details                                                  |
| 1992              | Australian Men's Hardcourt Championships                 | World Series                                             | hardcourt, buiten                                        | Goran Ivanišević                                         | Christian Bergström                                      | 1-6, 7-6, 6-4                                            | details                                                  |
| 1993              | Australian Men's Hardcourt Championships                 | World Series                                             | hardcourt, buiten                                        | Nicklas Kulti (2)                                        | Christian Bergström                                      | 3-6, 7-5, 6-4                                            | details                                                  |
| 1994              | Australian Men's Hardcourt Championships                 | World Series                                             | hardcourt, buiten                                        | Jevgeni Kafelnikov (1)                                   | Aleksandr Volkov                                         | 6-4, 6-3                                                 | details                                                  |
| 1995              | Australian Men's Hardcourt Championships                 | World Series                                             | hardcourt, buiten                                        | Jim Courier                                              | Arnaud Boetsch                                           | 6-2, 7-5                                                 | details                                                  |
| 1996              | Australian Men's Hardcourt Championships                 | World Series                                             | hardcourt, buiten                                        | Jevgeni Kafelnikov (2)                                   | Byron Black                                              | 7-6, 3-6, 6-1                                            | details                                                  |
| 1997              | Australian Men's Hardcourt Championships                 | World Series                                             | hardcourt, buiten                                        | Todd Woodbridge                                          | Scott Draper                                             | 6-2, 6-1                                                 | details                                                  |
| 1998              | Australian Men's Hardcourt Championships                 | World Series                                             | hardcourt, buiten                                        | Lleyton Hewitt (1)                                       | Jason Stoltenberg                                        | 3-6, 6-3, 7-6                                            | details                                                  |
| 1999              | AAPT Championships                                       | Int. Series                                              | hardcourt, buiten                                        | Thomas Enqvist                                           | Lleyton Hewitt                                           | 4-6, 6-1, 6-2                                            | details                                                  |
| 2000              | AAPT Championships                                       | Int. Series                                              | hardcourt, buiten                                        | Lleyton Hewitt (2)                                       | Thomas Enqvist                                           | 3-6, 6-3, 6-2                                            | details                                                  |
| 2001              | AAPT Championships                                       | Int. Series                                              | hardcourt, buiten                                        | Tommy Haas                                               | Nicolás Massú                                            | 6-3, 6-1                                                 | details                                                  |
| 2002              | AAPT Championships                                       | Int. Series                                              | hardcourt, buiten                                        | Tim Henman                                               | Mark Philippoussis                                       | 6-4, 6-7, 6-3                                            | details                                                  |
| 2003              | AAPT Championships                                       | Int. Series                                              | hardcourt, buiten                                        | Nikolaj Davydenko                                        | Kristof Vliegen                                          | 6-2, 7-6                                                 | details                                                  |
| 2004              | AAPT Championships                                       | Int. Series                                              | hardcourt, buiten                                        | Dominik Hrbatý                                           | Michaël Llodra                                           | 6-4, 6-0                                                 | details                                                  |
| 2005              | Next Generation Hardcourts                               | Int. Series                                              | hardcourt, buiten                                        | Joachim Johansson                                        | Taylor Dent                                              | 7-5, 6-3                                                 | details                                                  |
| 2006              | Next Generation Adelaide International                   | Int. Series                                              | hardcourt, buiten                                        | Florent Serra                                            | Xavier Malisse                                           | 6-3, 6-4                                                 | details                                                  |
| 2007              | Next Generation Adelaide International                   | Int. Series                                              | hardcourt, buiten                                        | Novak Đoković                                            | Chris Guccione                                           | 6-3, 6-7, 6-4                                            | details                                                  |
| 2008              | Next Generation Adelaide International                   | Int. Series                                              | hardcourt, buiten                                        | Michaël Llodra                                           | Jarkko Nieminen                                          | 6-3, 6-4                                                 | details                                                  |
| 2009 t/m 2019     | geen toernooi (vervangen door ATP-toernooi van Brisbane) | geen toernooi (vervangen door ATP-toernooi van Brisbane) | geen toernooi (vervangen door ATP-toernooi van Brisbane) | geen toernooi (vervangen door ATP-toernooi van Brisbane) | geen toernooi (vervangen door ATP-toernooi van Brisbane) | geen toernooi (vervangen door ATP-toernooi van Brisbane) | geen toernooi (vervangen door ATP-toernooi van Brisbane) |
| 2020              | Adelaide International                                   | ATP 250                                                  | hardcourt, buiten                                        | Andrej Roebljov                                          | Lloyd Harris                                             | 6-3, 6-0                                                 | details                                                  |
| 2021              | geen toernooi                                            | geen toernooi                                            | geen toernooi                                            | geen toernooi                                            | geen toernooi                                            | geen toernooi                                            | geen toernooi                                            |
| 2022 (1)          | Adelaide International 1                                 | ATP 250                                                  | hardcourt, buiten                                        | Gaël Monfils                                             | Karen Chatsjanov                                         | 6-4, 6-4                                                 | details                                                  |
| 2022 (2)          | Adelaide International 2                                 | ATP 250                                                  | hardcourt, buiten                                        | Thanasi Kokkinakis                                       | Arthur Rinderknech                                       | 6-7, 7-6, 6-3                                            | details                                                  |
| 2023 (1)          | Adelaide International 1                                 | ATP 250                                                  | hardcourt, buiten                                        | Novak Djokovic (2)                                       | Sebastian Korda                                          | 6-7(8), 7-6(3), 6-4                                      | details                                                  |
| 2023 (2)          | Adelaide International 2                                 | ATP 250                                                  | hardcourt, buiten                                        | Kwon Soon-woo                                            | Roberto Bautista Agut                                    | 6-4, 3-6, 7-6(4)                                         | details                                                  |
| 2024              | Adelaide International                                   | ATP 250                                                  | hardcourt, buiten                                        | Jiří Lehečka                                             | Jack Draper                                              | 4–6, 6–4, 6–3                                            | details                                                  |
| 2025              | Adelaide International                                   | ATP 250                                                  | hardcourt, buiten                                        | Félix Auger-Aliassime                                    | Sebastian Korda                                          | 6–3, 3–6, 6–1                                            | details                                                  |

### Dubbelspel
| Jaar          | Naam                                                     | Categorie                                                | Ondergrond                                               | Winnaars                                                 | Verliezend finalisten                                    | Uitslag                                                  |                                                          |
| ------------- | -------------------------------------------------------- | -------------------------------------------------------- | -------------------------------------------------------- | -------------------------------------------------------- | -------------------------------------------------------- | -------------------------------------------------------- | -------------------------------------------------------- |
| 1974          | South Australian Open                                    |                                                          | gras, buiten                                             | Grover Raz Reid Allan Stone                              | Mike Estep Paul Kronk                                    | 7-6, 6-4                                                 | details                                                  |
| 1975          | geen toernooi                                            | geen toernooi                                            | geen toernooi                                            | geen toernooi                                            | geen toernooi                                            | geen toernooi                                            | geen toernooi                                            |
| 1976          | geen toernooi                                            | geen toernooi                                            | geen toernooi                                            | geen toernooi                                            | geen toernooi                                            | geen toernooi                                            | geen toernooi                                            |
| 1977          | South Australian Open                                    |                                                          | gras, buiten                                             | Cliff Letcher Dick Stockton                              | Syd Ball Kim Warwick                                     | 6-3, 6-4                                                 | details                                                  |
| 1978          | geen toernooi                                            | geen toernooi                                            | geen toernooi                                            | geen toernooi                                            | geen toernooi                                            | geen toernooi                                            | geen toernooi                                            |
| 1979          | South Australian Open                                    |                                                          | gras, buiten                                             | Colin Dibley (1) Chris Kachel                            | John Alexander Phil Dent                                 | 6-7, 7-6, 6-4                                            | details                                                  |
| 1980          | geen toernooi                                            | geen toernooi                                            | geen toernooi                                            | geen toernooi                                            | geen toernooi                                            | geen toernooi                                            | geen toernooi                                            |
| 1981          | South Australian Open                                    |                                                          | gras, buiten                                             | Colin Dibley (2) John James                              | Eddie Edwards Craig Edwards                              | 6-3, 6-4                                                 | details                                                  |
| 1982          | South Australian Open                                    |                                                          | gras, buiten                                             | Pat Cash Chris Johnstone                                 | Broderick Dyke Wayne Hampson                             | 6-3, 6-7, 7-6                                            | details                                                  |
| 1983          | South Australian Open                                    |                                                          | gras, buiten                                             | Craig Miller Eric Sherbeck                               | Broderick Dyke Rod Frawley                               | 6-3, 4-6, 6-4                                            | details                                                  |
| 1984          | South Australian Open                                    |                                                          | gras, buiten                                             | Broderick Dyke Wally Masur                               | Peter Doohan Brian Levine                                | 4-6, 7-5, 6-1                                            | details                                                  |
| 1985          | South Australian Open                                    |                                                          | gras, buiten                                             | Mark Edmondson Kim Warwick                               | Nelson Aerts Tomm Warneke                                | 6-4, 6-4                                                 | details                                                  |
| 1986          | geen toernooi                                            | geen toernooi                                            | geen toernooi                                            | geen toernooi                                            | geen toernooi                                            | geen toernooi                                            | geen toernooi                                            |
| 1987          | South Australian Open                                    |                                                          | hardcourt, buiten                                        | Ivan Lendl Bill Scanlon                                  | Peter Doohan Laurie Warder                               | 6-7, 6-3, 6-4                                            | details                                                  |
| 1988          | South Australian Open                                    |                                                          | hardcourt, buiten                                        | Darren Cahill Mark Kratzmann (1)                         | Carl Limberger Mark Woodforde                            | 4-6, 6-2, 7-5                                            | details                                                  |
| 1989          | South Australian Open                                    |                                                          | hardcourt, buiten                                        | Neil Broad Stefan Kruger (1)                             | Mark Kratzmann Glenn Layendecker                         | 6-2, 7-6                                                 | details                                                  |
| 1990          | Australian Men's Hardcourt Championships                 | World Series                                             | hardcourt, buiten                                        | Andrew Castle Nduka Odizor                               | Alexander Mronz Michiel Schapers                         | 7-6, 6-2                                                 | details                                                  |
| 1991          | Australian Men's Hardcourt Championships                 | World Series                                             | hardcourt, buiten                                        | Wayne Ferreira Stefan Kruger (2)                         | Paul Haarhuis Mark Koevermans                            | 6-4, 4-6, 6-4                                            | details                                                  |
| 1992          | Australian Men's Hardcourt Championships                 | World Series                                             | hardcourt, buiten                                        | Goran Ivanišević Marc Rosset                             | Mark Kratzmann Jason Stoltenberg                         | 7-6, 7-6                                                 | details                                                  |
| 1993          | Australian Men's Hardcourt Championships                 | World Series                                             | hardcourt, buiten                                        | Mark Woodforde (1) Todd Woodbridge (1)                   | John Fitzgerald Laurie Warder                            | 6-4, 7-5                                                 | details                                                  |
| 1994          | Australian Men's Hardcourt Championships                 | World Series                                             | hardcourt, buiten                                        | Andrew Kratzmann Mark Kratzmann (2)                      | David Adams Byron Black                                  | 6-4, 6-3                                                 | details                                                  |
| 1995          | Australian Men's Hardcourt Championships                 | World Series                                             | hardcourt, buiten                                        | Jim Courier Patrick Rafter (1)                           | Byron Black Grant Connell                                | 7-6, 6-4                                                 | details                                                  |
| 1996          | Australian Men's Hardcourt Championships                 | World Series                                             | hardcourt, buiten                                        | Mark Woodforde (2) Todd Woodbridge (2)                   | Jonas Björkman Tommy Ho                                  | 7-5, 7-6                                                 | details                                                  |
| 1997          | Australian Men's Hardcourt Championships                 | World Series                                             | hardcourt, buiten                                        | Patrick Rafter (2) Bryan Shelton                         | Mark Woodforde Todd Woodbridge                           | 6-4, 1-6, 6-3                                            | details                                                  |
| 1998          | Australian Men's Hardcourt Championships                 | World Series                                             | hardcourt, buiten                                        | Joshua Eagle Andrew Florent                              | Ellis Ferreira Rick Leach                                | 6-4, 6-7, 6-3                                            | details                                                  |
| 1999          | AAPT Championships                                       | Int. Series                                              | hardcourt, buiten                                        | Gustavo Kuerten Nicolás Lapentti                         | Jim Courier Patrick Galbraith                            | 6-4, 6-4                                                 | details                                                  |
| 2000          | AAPT Championships                                       | Int. Series                                              | hardcourt, buiten                                        | Mark Woodforde (3) Todd Woodbridge (3)                   | Lleyton Hewitt Sandon Stolle                             | 6-4, 6-2                                                 | details                                                  |
| 2001          | AAPT Championships                                       | Int. Series                                              | hardcourt, buiten                                        | David Macpherson Grant Stafford                          | Wayne Arthurs Todd Woodbridge                            | 6-7, 6-4, 6-4                                            | details                                                  |
| 2002          | AAPT Championships                                       | Int. Series                                              | hardcourt, buiten                                        | Wayne Black Kevin Ullyett                                | Bob Bryan Mike Bryan                                     | 7-5, 6-2                                                 | details                                                  |
| 2003          | AAPT Championships                                       | Int. Series                                              | hardcourt, buiten                                        | Jeff Coetzee Chris Haggard                               | Maks Mirni Jeff Morrison                                 | 2-6, 6-4, 7-6                                            | details                                                  |
| 2004          | AAPT Championships                                       | Int. Series                                              | hardcourt, buiten                                        | Bob Bryan Mike Bryan                                     | Arnaud Clément Michaël Llodra                            | 7-5, 6-3                                                 | details                                                  |
| 2005          | Next Generation Hardcourts                               | Int. Series                                              | hardcourt, buiten                                        | Xavier Malisse Olivier Rochus                            | Simon Aspelin Todd Perry                                 | 7-6, 6-4                                                 | details                                                  |
| 2006          | Next Generation Adelaide International                   | Int. Series                                              | hardcourt, buiten                                        | Jonathan Erlich Andy Ram                                 | Paul Hanley Kevin Ullyett                                | 7-6, 7-6                                                 | details                                                  |
| 2007          | Next Generation Adelaide International                   | Int. Series                                              | hardcourt, buiten                                        | Wesley Moodie Todd Perry                                 | Novak Đoković Radek Štěpánek                             | 6-4, 3-6, [15-13]                                        | details                                                  |
| 2008          | Next Generation Adelaide International                   | Int. Series                                              | hardcourt, buiten                                        | Martín García Marcelo Melo                               | Chris Guccione Robert Smeets                             | 6-3, 3-6, [10-7]                                         | details                                                  |
| 2009 t/m 2019 | geen toernooi (vervangen door ATP-toernooi van Brisbane) | geen toernooi (vervangen door ATP-toernooi van Brisbane) | geen toernooi (vervangen door ATP-toernooi van Brisbane) | geen toernooi (vervangen door ATP-toernooi van Brisbane) | geen toernooi (vervangen door ATP-toernooi van Brisbane) | geen toernooi (vervangen door ATP-toernooi van Brisbane) | geen toernooi (vervangen door ATP-toernooi van Brisbane) |
| 2020          | Adelaide International                                   | ATP 250                                                  | hardcourt, buiten                                        | Máximo González Fabrice Martin                           | Ivan Dodig Filip Polášek                                 | 7-6, 6-3                                                 | details                                                  |
| 2021          | geen toernooi                                            | geen toernooi                                            | geen toernooi                                            | geen toernooi                                            | geen toernooi                                            | geen toernooi                                            | geen toernooi                                            |
| 2022 (1)      | Adelaide International 1                                 | ATP 250                                                  | hardcourt, buiten                                        | Rohan Bopanna Ramkumar Ramanathan                        | Ivan Dodig Marcelo Melo                                  | 7-6, 6-1                                                 | details                                                  |
| 2022 (2)      | Adelaide International 2                                 | ATP 250                                                  | hardcourt, buiten                                        | Wesley Koolhof Neal Skupski                              | Ariel Behar Gonzalo Escobar                              | 7-6, 6-4                                                 | details                                                  |
| 2023 (1)      | Adelaide International 1                                 | ATP 250                                                  | hardcourt, buiten                                        | Lloyd Glasspool Harri Heliövaara                         | Jamie Murray Michael Venus                               | 6-3, 7-6(3)                                              | details                                                  |
| 2023 (2)      | Adelaide International 2                                 | ATP 250                                                  | hardcourt, buiten                                        | Marcelo Arévalo Jean-Julien Rojer                        | Ivan Dodig Austin Krajicek                               | walkover                                                 | details                                                  |
| 2024          | Adelaide International                                   | ATP 250                                                  | hardcourt, buiten                                        | Rajeev Ram Joe Salisbury                                 | Rohan Bopanna Matthew Ebden                              | 7–5, 5–7, [11–9]                                         | details                                                  |
| 2025          | Adelaide International                                   | ATP 250                                                  | hardcourt, buiten                                        | Simone Bolelli Andrea Vavassori                          | Kevin Krawietz Tim Pütz                                  | 4–6, 7–6(4), [11–9]                                      | details                                                  |

## Statistieken

### Meeste enkelspeltitels
| Aantal titels | Speler              | Jaren                              |
| ------------- | ------------------- | ---------------------------------- |
| 6             | Robert George Bowen | 1894, 1896, 1897, 1898, 1899, 1900 |
| 6             | Harry Parker        | 1904, 1905, 1907, 1908, 1909, 1911 |
| 4             | Adrian Quist        | 1937, 1939, 1940, 1941             |
| 4             | John Bromwich       | 1935, 1936, 1938, 1946             |
| 4             | John Newcombe       | 1963, 1964, 1966, 1967             |
| 3             | Roy Taylor          | 1912, 1913, 1919                   |
| 3             | Gerald Patterson    | 1921, 1922, 1923                   |
| 3             | Pat O'Hara Wood     | 1920, 1924, 1925                   |
| 3             | Harry Hopman        | 1931, 1932, 1933                   |
| 3             | Roy Emerson         | 1958, 1960, 1962                   |
| 2             | Herbert Hambidge    | 1889, 1890                         |
| 2             | John Baker          | 1891, 1892                         |
| 2             | David Harbison      | 1893, 1895                         |
| 2             | Horace Rice         | 1914, 1915                         |
| 2             | Ernest Rowe         | 1926, 1927                         |
| 2             | Frank Sedgman       | 1950, 1951                         |
| 2             | Alex Metreveli      | 1970, 1972                         |
| 2             | Mike Bauer          | 1982, 1983                         |
| 2             | Mark Woodforde      | 1988, 1989                         |
| 2             | Nicklas Kulti       | 2004, 2008                         |
| 2             | Jevgeni Kafelnikov  | 1994, 1996                         |
| 2             | Lleyton Hewitt      | 1998, 200                          |
| 2             | Novak Djokovic      | 2007, 2023A                        |

(Bijgewerkt t/m 2025)

### Meeste enkelspeltitels per land
| Aantal titels | Land             |
| ------------- | ---------------- |
| 77            | Australië        |
| 10            | Verenigde Staten |
| 4             | Rusland          |
| 4             | Zweden           |
| 3             | Frankrijk        |
| 2             | Servië           |
| 2             | Sovjet-Unie      |

(Bijgewerkt t/m 2025)

### Enkel- en dubbelspeltitel in hetzelfde jaar vanaf 1974
| Tennisser        | Jaar |
| ---------------- | ---- |
| Goran Ivanišević | 1992 |
| Jim Courier      | 1995 |

1972 · 1973 · 1974 · 1975 · 1976 · 1977 · 1978 · 1979 · 1980 · 1981 · 1982 · 1983 · 1984 · 1985 · 1986 · 1987 · 1988 · 1989 · 1990 · 1991 · 1992 · 1993 · 1994 · 1995 · 1996 · 1997 · 1998 · 1999 · 2000 · 2001 · 2002 · 2003 · 2004 · 2005 · 2006 · 2007 · 2008 · 2009–2019 · 2020 · 2022a · 2022b · 2023a · 2023b · 2024 · 2025
 Milaan (2001-2005) →  Zagreb (2006-2015) →  Sofia (2016-2022) →  Adelaide (2023-heden)
ITF-toernooien (mannen en vrouwen)

ATP-toernooien (mannen) – ATP-seizoen 2025

WTA-toernooien (vrouwen) – WTA-seizoen 2025

Voormalige toernooien mannen
Voormalige toernooien vrouwen
Voormalige amateurtoernooien